# Love is Here
「Love is Here」（ラブ・イズ・ヒア）は、日本のヴィジュアル系ロックバンド・Janne Da Arcの22作目のシングル。

## 概要
- 前作「BLACK JACK」から約5ヶ月ぶりのシングル。今作で「マリアの爪痕」から9作続いたコピーコントロールCD規格を終えた。
- 表題曲はOVA『スキージャンプ・ペア2』のエンディングテーマに起用された[1]。タイアップを手掛けるのは「Kiss Me」以来4作ぶり、アニメソングとしては「霞ゆく空背にして」以来8作ぶりとなった。
- カップリング曲に既発曲のライブ音源でない新録曲が収録されたのは「Kiss Me」以来4作ぶりとなった。
- CD+DVD盤とCD盤の2形態で発売された。CD+DVD盤には特典として表題曲のミュージック・ビデオを収録したDVDが、CD盤には特典として52ページからなるライブフォトブックが同梱された[注 1][1]。
- オリコンチャート初登場3位を獲得。「ROMANC∃」以来2作ぶりにトップ3入りを果たした。初動売上は約4.7万枚で、前作の初動を上回った[2]。

## 収録曲
1. Love is Here [4:16]
作詞・作曲：yasu
編曲：Janne Da Arc
『tour 2004 ARCADIA』で先行披露されていた楽曲で、引きこもりをテーマにした『ARCADIA』の収録曲「心の行方」のアンサーソングとして制作された[3][1]。
2. 少年の瞳 [3:50]
作詞：yasu
作曲：kiyo
編曲：Janne Da Arc

## 参加ミュージシャン
Janne Da Arc
- yasu：Vocal
- you：Guitar
- ka-yu：Bass
- kiyo：Keyboards
- shuji：Drums

## タイアップ
- OVA『スキージャンプ・ペア2』エンディングテーマ (#1)

## 収録アルバム
- JOKER (#1)
- SINGLES 2 (#1)
- Janne Da Arc MAJOR DEBUT 10th ANNIVERSARY COMPLETE BOX (#1)